# Rouffange
Rouffange település Franciaországban, Jura megyében. Lakosainak száma 120 fő (2022. január 1.). Rouffange Pagney, Étrabonne, Romain és Taxenne községekkel határos.

## Népesség
A település népessége az elmúlt években az alábbi módon változott:
| Lakosok száma | 89   | 69   | 80   | 93   | 94   | 100  | 104  | 113  | 116  | 120  |
|               | 1968 | 1982 | 1990 | 2006 | 2013 | 2015 | 2017 | 2019 | 2020 | 2022 |